# Olympische Sommerspiele 2000/Teilnehmer (Kuba)
| Gelbes Symbol für Goldmedaillen mit stilisierten Olympischen Ringen | Graues Symbol für Silbermedaillen mit stilisierten Olympischen Ringen | Braundes Symbol für Bronzemedaillen mit stilisierten Olympischen Ringen |
| ------------------------------------------------------------------- | --------------------------------------------------------------------- | ----------------------------------------------------------------------- |
| 11                                                                  | 11                                                                    | 7                                                                       |

Kuba nahm an den Olympischen Sommerspielen 2000 in Sydney mit einer Delegation von 229 Athleten (147 Männer und 82 Frauen) an 135 Wettkämpfen in 24 Sportarten teil. Fahnenträger bei der Eröffnungsfeier war der Boxer Félix Savón.

## Teilnehmer nach Sportarten

### Baseball
Männer
- Silber
- Kader
Omar Ajete
Yovany Aragon
Miguel Caldés
Danel Castro
José Ariel Contreras
Yobal Duenas
Yasser Gomez
José Ibar
Orestes Kindelán
Pedro Luis Lazo
Omar Linares
Oscar Macías
Juan Manrique
Javier Méndez
Rolando Meriño
Germán Mesa
Antonio Pacheco
Ariel Pestano
Gabriel Pierre
Maels Rodríguez
Antonio Scull
Luis Ulacia
Lázaro Valle
Norge Luis Vera

### Basketball
Frauen
- Gruppenphase
- Kader
Liset Castillo
Milayda Enríquez
Cariola Hechavarría
Dalia Henry
Grisel Herrera
María León
Yamilé Martínez
Yaquelín Plutín
Tania Seino
Yuliseny Soria
Taimara Suero
Lisdeivis Víctores

### Bogenschießen
| Männer - Ismely Arias Einzel: 14. Platz - Juan Carlos Stevens Einzel: 35. Platz | Frauen - Edisbel Martínez Einzel: 51. Platz - Yaremis Pérez Einzel: 27. Platz |

### Boxen
Männer
- Yosvany Aguilera
Federgewicht: Viertelfinale
- Isael Álvarez
Halbschwergewicht: 2. Runde
- Roberto Guerra
Weltergewicht: 2. Runde
- Jorge Gutiérrez
Mittelgewicht: Gold
- Juan Hernández Sierra
Halbmittelgewicht: Viertelfinale
- Mario Kindelán
Leichtgewicht: Gold
- Diógenes Luña
Halbweltergewicht: Bronze
- Manuel Mantilla
Fliegengewicht: Viertelfinale
- Guillermo Rigondeaux
Bantamgewicht: Gold
- Maikro Romero
Halbfliegengewicht: Bronze
- Alexis Rubalcaba
Superschwergewicht: Viertelfinale
- Félix Savón
Schwergewicht: Gold

### Fechten
| Männer - Oscar García Pérez Florett, Einzel: 17. Platz Florett, Mannschaft: 7. Platz - Elvis Gregory Florett, Einzel: 9. Platz Florett, Mannschaft: 7. Platz - Nelson Loyola Degen, Einzel: 35. Platz Degen, Mannschaft: Bronze - Cándido Maya Säbel, Einzel: 38. Platz - Carlos Pedroso Degen, Einzel: 34. Platz Degen, Mannschaft: Bronze - Iván Trevejo Degen, Einzel: 6. Platz Degen, Mannschaft: Bronze - Rolando Tucker Florett, Einzel: 14. Platz Florett, Mannschaft: 7. Platz | Frauen - Migsey Dussu Florett, Einzel: 31. Platz - Tamara Esteri Degen, Einzel: 27. Platz Degen, Mannschaft: 7. Platz - Mirayda García Soto Degen, Einzel: 21. Platz Degen, Mannschaft: 7. Platz - Zuleidis Ortíz Degen, Einzel: 6. Platz Degen, Mannschaft: 7. Platz |

### Gewichtheben
Männer
- Sergio Álvarez Boulet
Bantamgewicht: 5. Platz
- Idalberto Aranda
Mittelgewicht: 9. Platz
- Michel Batista
Mittelschwergewicht: 9. Platz
- Joël Mackenzie
Leichtschwergewicht: 11. Platz
- Ernesto Quiroga
Leichtschwergewicht: 8. Platz

### Handball
Männer
- 11. Platz
- Kader
Amauris Cardenas
Damian Cuesta
Juan González
Raúl Hardy
José Hernández
Misael Iglesias
Odael Marcos
Miguel Montes
Yunier Noris
Félix Romero
Luis Silveira
Freddy Suárez
Rolando Uríos
Diego Wong

### Judo
| Männer - Yordanis Arencibia Halbleichtgewicht: 2. Runde - Gabriel Arteaga Halbmittelgewicht: 13. Platz - Yosvany Despaigne Mittelgewicht: 13. Platz - Yosvani Kessel Halbschwergewicht: 9. Platz - Héctor Lombard Leichtgewicht: 2. Runde - Manolo Poulot Superleichtgewicht: Bronze - Ángel Sánchez Schwergewicht: 9. Platz | Frauen - Daima Beltrán Schwergewicht: Silber - Driulys González Leichtgewicht: Silber - Diadenys Luna Halbschwergewicht: 5. Platz - Kenia Rodríguez Halbmittelgewicht: Viertelfinale - Amarilys Savón Superleichtgewicht: 7. Platz - Sibelis Veranes Mittelgewicht: Gold - Legna Verdecia Halbleichtgewicht: Gold |

### Kanu
Männer
- Ledis Balceiro
Canadier-Einer, 500 Meter: 6. Platz
Canadier-Einer, 1000 Meter: Silber
- Leobaldo Pereira & Ibrahim Rojas
Canadier-Zweier, 500 Meter: 9. Platz
Canadier-Zweier, 1000 Meter: Silber

### Leichtathletik
| Männer - Eugenio Balanqué Zehnkampf: DNF - Michael Calvo Dreisprung: 27. Platz in der Qualifikation - Frank Casañas Diskuswurf: 24. Platz in der Qualifikation - José Ángel César 4 × 100 Meter: Bronze - Raúl Duany Zehnkampf: 15. Platz - Alexis Elizalde Diskuswurf: 20. Platz in der Qualifikation - Anier García 110 Meter Hürden: Gold - Iván García 4 × 100 Meter: Bronze - Yoel García Dreisprung: Silber - Emeterio González Speerwurf: 8. Platz - Yoel Hernández 110 Meter Hürden: Halbfinale - Isbel Luaces Speerwurf: 28. Platz in der Qualifikation - Freddy Mayola 100 Meter: Viertelfinale 4 × 100 Meter: Bronze - Luis Felipe Méliz Hochsprung: 7. Platz - Alexis Paumier Kugelstoßen: 33. Platz in der Qualifikation - Iván Pedroso Weitsprung: Gold - Luis Alberto Pérez Rionda 4 × 100 Meter: Bronze - Yoelbi Quesada Dreisprung: 4. Platz - Javier Sotomayor Hochsprung: Silber | Frauen - Yamilé Aldama Dreisprung: 4. Platz - Sonia Bisset Speerwurf: 5. Platz - Idalmis Bonne 4 × 400 Meter: 8. Platz - Zulia Calatayud 800 Meter: 6. Platz 4 × 400 Meter: 8. Platz - Yumileidi Cumbá Kugelstoßen: 6. Platz - Lissette Cuza Weitsprung: 26. Platz in der Qualifikation - Julia Duporty 4 × 400 Meter: 8. Platz - Magalys García Siebenkampf: 11. Platz - Aliuska López 100 Meter Hürden: 5. Platz - Osleidys Menéndez Speerwurf: Bronze - Yipsi Moreno Hammerwurf: 4. Platz - Daimí Pernía 400 Meter Hürden: 4. Platz 4 × 400 Meter: 8. Platz - Ioamnet Quintero Hochsprung: 14. Platz in der Qualifikation - Xiomara Rivero Speerwurf: 6. Platz |

### Radsport
| Männer - Julio César Herrera Sprint: 1. Hoffnungslauf 1000 Meter Zeitfahren: 10. Platz - Pedro Pablo Pérez Straßenrennen: 91. Platz | Frauen - Yoanka González Straßenrennen: DNF - Dania Pérez Straßenrennen: 46. Platz |

### Ringen
Männer
- Filiberto Azcuy
Weltergewicht, griechisch-römisch: Gold
- Wilfredo García
Bantamgewicht, Freistil: 14. Platz
- Juan Luis Marén
Leichtgewicht, griechisch-römisch: Silber
- Luis Enrique Méndez
Halbschwergewicht, griechisch-römisch: 5. Platz
- Héctor Milián
Superschwergewicht, griechisch-römisch: 5. Platz
- Wilfredo Morales
Schwergewicht, Freistil: 14. Platz
- Carlos Julián Ortiz Castillo
Leichtgewicht, Freistil: 6. Platz
- Reynaldo Peña
Schwergewicht, griechisch-römisch: 15. Platz
- Lázaro Rivas
Bantamgewicht, griechisch-römisch: Silber
- Alexis Rodríguez Valera
Superschwergewicht, Freistil: Bronze
- Yoel Romero
Halbschwergewicht, Freistil: Silber
- Yosmany Romero
Mittelgewicht, Freistil: 11. Platz
- Yosvany Sánchez
Weltergewicht, Freistil: 5. Platz

### Rudern
| Männer - Yoennis Hernández & Yosbel Martínez Doppelzweier: 12. Platz - Raúl León & Osmani Martín Leichtgewichts-Doppelzweier: Hoffnungslauf - Eusebio Acea, Yoennis Hernández, Yosbel Martínez & Leonides Samé Doppelvierer: 12. Platz | Frauen - Mayra González Einer: 7. Platz - Marlenis Mesa & Dailin Taset Leichtgewichts-Doppelzweier: 15. Platz |

### Schießen
| Männer - Norbelis Bárzaga Luftpistole: 33. Platz Freie Pistole: 30. Platz - Leuris Pupo Schnellfeuerpistole: 9. Platz - Juan Miguel Rodríguez Skeet: 39. Platz - Guillermo Torres Skeet: 43. Platz | Frauen - Eunice Caballero Luftgewehr; 36. Platz Kleinkaliber, Dreistellungskampf: 30. Platz - Margarita Tarradell Luftpistole: 11. Platz Sportpistole: 20. Platz |

### Schwimmen
| Männer - Neisser Bent 200 Meter Rücken: 24. Platz - Rodolfo Falcón 100 Meter Rücken: 9. Platz 4 × 100 Meter Lagen: 20. Platz - Yohan García 100 Meter Schmetterling: 43. Platz 4 × 100 Meter Lagen: 20. Platz - Marcos Hernández 50 Meter Freistil: 33. Platz 100 Meter Freistil: 30. Platz 4 × 100 Meter Lagen: 20. Platz - Gunter Rodríguez 200 Meter Schmetterling: 27. Platz 4 × 100 Meter Lagen: 20. Platz | Frauen - Ana María González 100 Meter Rücken: 30. Platz 200 Meter Rücken: 26. Platz - Imaday Núñez 100 Meter Brust: 31. Platz 200 Meter Brust: 34. Platz |

### Segeln
| Offene Klasse - José Urbay Laser: 35. Platz | Frauen - Anayansi Pérez Windsurfen: 27. Platz |

### Softball
Frauen
- 7. Platz
- Kader
Vilma Álvarez
María Arceo
Yuneisy Castillo
Yamila Degrase
Laritza Espinosa
Yamila Flor
Haydé Hernández
Luisa Medina
Estela Milanés
Yarisleidis Peñá
Diamela Puente
Niolis Ramos
Olga Ruyol
María Santana
María Zamora

### Synchronschwimmen
Frauen
- Kenia Pérez & Yamisleidys Romay
Duett: 18. Platz

### Taekwondo
| Männer - Ángel Matos Mittelgewicht: Gold - Nelson Saenz Schwergewicht: 9. Platz | Frauen - Sonallis Mayan Schwergewicht: 10. Platz - Urbia Meléndez Fliegengewicht: Silber |

### Tischtennis
| Männer - Francisco Arado Einzel: Gruppenphase Doppel: Qualifikationsrunde - Rubén Arado Einzel: Gruppenphase - Renier Sosa Doppel: Qualifikationsrunde | Frauen - Marisel Ramírez Einzel: Gruppenphase Doppel: Qualifikationsrunde - Leticia Suárez Doppel: Qualifikationsrunde |

### Turnen
Männer
- Lázaro Lamelas
Einzelmehrkampf: 30. Platz
Boden: 45. Platz in der Qualifikation
Pferd: 46. Platz in der Qualifikation
Barren: 67. Platz in der Qualifikation
Reck: 41. Platz in der Qualifikation
Ringe: 48. Platz in der Qualifikation
Seitpferd: 51. Platz in der Qualifikation
- Eric López
Einzelmehrkampf: 17. Platz
Boden: 53. Platz in der Qualifikation
Pferd: 30. Platz in der Qualifikation
Barren: 61. Platz in der Qualifikation
Reck: 52. Platz in der Qualifikation
Ringe: 9. Platz in der Qualifikation
Seitpferd: 42. Platz in der Qualifikation

### Volleyball
| Männer - 7. Platz - Kader Alexeis Argilagos Angel Denis Raúl Diago Yosenki García Ramón Gato Ihosvany Hernández Osvaldo Hernández Leonel Marshall junior Pavel Pimienta Alain Roca Iván Ruíz Nicolás Vives | Frauen - Gold - Kader Yumilka Ruiz Marlenis Costa Mireya Luis Lilia Izquierdo Idalmis Gato Regla Bell Regla Torres Taismary Agüero Ana Ibis Fernández Mirka Francia Marta Sánchez Zoila Barros |

### Volleyball (Beach)
Frauen
- Dalixia Fernández & Tamara Larrea
Achtelfinale

### Wasserspringen
| Männer - Jesús Aballí Turmspringen: 22. Platz - Erick Fornaris Kunstspringen: 37. Platz - José Antonio Guerra Turmspringen: 14. Platz - Yoendris Salazar Kunstspringen: 18. Platz | Frauen - Iohana Cruz Kunstspringen: 24. Platz - Yolanda Ortíz Turmspringen: 31. Platz |